# Тетли, Билл
Уи́льям Росс «Билл» Те́тли (англ. William Ross "Bill" Tetley; 11 июля 1933, Lion's Head, Онтарио — 9 июня 2003) — канадский кёрлингист.
В составе мужской сборной Канады участник чемпионата мира 1975 (стали бронзовыми призёрами). Чемпион Канады среди мужчин (1975).
Играл на позиции четвёртого. Был скипом команды.

## Достижения
- Чемпионат мира по кёрлингу среди мужчин: бронза (1975).
- Чемпионат Канады по кёрлингу среди мужчин: золото (1975), серебро (1971).

- Команда «всех звёзд» (англ. All Star Team) мужского чемпионата Канады: 1971[4].

## Команды
| Сезон   | Четвёртый  | Третий        | Второй          | Первый       | Турниры            |
| ------- | ---------- | ------------- | --------------- | ------------ | ------------------ |
| 1956—57 | Don McEwen | James Simpson | Donald Smeaton  | Билл Тетли   | ЧК 1957 (9 место)  |
| 1970—71 | Билл Тетли | Frank Sargent | Jim Sargent     | Eric Knudson | ЧК 1971            |
| 1974—75 | Билл Тетли | Рик Лэнг      | Билл Ходжсон    | Питер Гнатив | ЧК 1975 · ЧМ 1975  |
| 1994—95 | Билл Тетли | Bo Britton    | Jerry Whittaker | Dan Pozihun  | ЧКВ 1995 (6 место) |

(скипы выделены полужирным шрифтом)

## Частная жизнь
Его сын — Иэн Тетли, кёрлингист и тренер, трёхкратный чемпион мира и Канады среди мужчин.